# Schoenoxiphium
Schoenoxiphium es un género de plantas herbáceas de la familia de las ciperáceas.    Comprende 37 especies descritas y de estas, solo 19 aceptadas.

## Taxonomía
El género fue descrito por Christian Gottfried Daniel Nees von Esenbeck y publicado en Linnaea 7: 531. 1832. La especie tipo es: Schoenoxiphium capense Nees. 

## Especies seleccionadas
- Schoenoxiphium altum Kukkonen
- Schoenoxiphium basutorum Turrill
- Schoenoxiphium bracteosum Kukkonen
- Schoenoxiphium burttii Kukkonen[3]